# آنا كاستيلو (روائية)
آنا كاستيلو (بالإنجليزية: Ana Castillo)‏‏ (15 يونيو 1953 في شيكاغو - ) مؤلفة، وروائية، وشاعرة، وكاتِبة، ومقالاتية من الولايات المتحدة.

## الجوائز
- الجوائز الأميركية للكتاب
- جائزة لامدا الأدبية[11]